# Moretta
Moretta – miejscowość i gmina we Włoszech, w regionie Piemont, w prowincji Cuneo.
Według danych na rok 2004 gminę zamieszkiwało 4099 osób, 170,8 os./km².
Urodził tu się dyplomata papieski abp Francesco Lardone.